# Hamacuna aupouria
Hamacuna aupouria är en musselart som först beskrevs av Powell 1937.  Hamacuna aupouria ingår i släktet Hamacuna och familjen Carditidae. Inga underarter finns listade i Catalogue of Life.